# Добрынский-Симский, Иван Васильевич Хабар
Иван Васильевич Добрынский-Образцов-Симский по прозвищу Хабар (ок. 1465—1470 — после 1536) — русский военачальник на службе у государей Ивана III и Василия III, известный рядом важных побед в войнах с Крымским и Казанским ханствами. Основатель рода Хабаровых.

## Варианты имени и родословная
В художественной литературе и публицистике чаще всего используются либо вариант Хабар Симский, либо вариант Иван Хабар. Родовое имя Хабара Симского — Иван Васильевич Добрынский. Фамилия Симский унаследована от деда, Фёдора Константиновича Добрынского-Симского, владевшего селом Сима в Юрьевском уезде. Прозвище Хабар (прибыток, барыш, удача) получено в юности — за удачливость. Фамилия Образцов — унаследована от прозвища отца Образец.
Иван Васильевич был вторым сыном московского воеводы и боярина Василия Фёдоровича Образца Добрынского-Симского. Род Добрынских (по селу Добрынскому в Юрьевском уезде), к которому принадлежал Хабар Симский, происходит по некоторым данным от князей Смоленских. Согласно Государеву родословцу — ответвление боярского рода Редегиных от касожского князя Редеди.

## Биография
Начало службы Хабара Симского не отражено в дошедших до нас источниках. Первое упоминание о нём — сопровождение княжны Елены Ивановны в Литву для свадьбы с великим князем Александром Ягеллончиком. Славу Симский снискал себе в 1505 году, будучи воеводой Нижнего Новгорода. В начале Русско-казанской войны 1505—1507 годов ему выпало руководить обороной города от казанских татар и ногайцев. Война началась внезапно, татарско-ногайское войско во главе с ханом Мухаммед-Амином подступило к городу. В Нижнем Новгороде были запасы оружия, но не было достаточных войск. Тогда Хабар Симский нашёл выход из положения, вооружив находившихся в городе пленных, взятых во время Ведрошской битвы. В основном, это были восточные славяне (русины) Великого княжества Литовского, — и с их помощью он отбил приступы татар, после чего те отошли от города.
В 1507 году воевал в русско-литовской войне 1507—1508 годов, командуя полком левой руки в войске Василия Васильевича Шуйского. Стоял в Вязьме на литовской границе. В этой войне под Кричевом был убит его брат Михаил.
В 1514 году, пока основные силы Василия III были заняты в осадах Смоленска, Хабар командовал войсками, препятствовавшими крымским татарам оказывать помощь польско-литовскому войску.
В 1521 году, когда войска крымского хана Мухаммед Гирея возвращались из успешного набега на Москву, Хабар был воеводой в Переяславле-Рязанском. Крымские татары пытались хитростью захватить город, видимо, не предполагая серьёзного приступа. Но Хабар Симский, умело используя артиллерию, смог его отстоять и, в свою очередь, завладел грамотой, в которой Василий III обязался платить дань Крыму, как в своё время платили Золотой Орде. За этот подвиг он был возведён в сан боярина.
Во время очередной русско-казанской войны в 1524 году в качестве командующего конницей русской армии участвовал в походе Василия III на Казань. Одержанная им победа в битве на реке Свияге над объединённым войском казанцев, черемис, чувашей спасла стоявшую под Казанью судовую рать и позволила принудить казанцев к миру.
В 1525 году, после триумфального возвращения из Казани, Хабар Симский — в память о погибших товарищах — подарил село Середниково (родовую вотчину Добрынинских) Чудову монастырю, основанному в Кремле Святителем Алексием. И на протяжении последующих ста лет Середниково было вотчиной московского Чудова монастыря.
В другой наследственной вотчине — селе Сима, Юрьевского уезда — Хабар построил укреплённую усадьбу на берегу реки Селекши, известную ныне как городище Хабаров городок.
Последнее сведение о Хабаре Симском датируется 1536 годом, когда он был воеводой Балахны. На город внезапно напал крупный отряд казанцев во главе с Сафа-Гиреем. Хабар Симский успел выйти со своими воинами навстречу, но в результате неравного боя был разбит и укрылся в Балахне. Казанцы сожгли посад и отступили с полоном.

## Семья
Отец — Василий Федорович Добрынский по прозвищу Образец, воевода и дипломат на службе у Ивана III.
Жена — Евдокия Владимировна Ховрина (Младшая), сестра главного казначея Ивана III, Дмитрия Владимировича Ховрина.
Дети:
- Василий Иванович Хабаров (ум. до 1543)
- Иван Иванович Старшой Хабаров, боярин и воевода на службе Ивана Грозного, впоследствии — старец Иоасаф Хабаров.
- Иван Иванович Меньшой Хабаров (ум. 1541)
- Ирина Ивановна Хабарова, жена князя Андрея Дмитриевича Ростовского

## Упоминания в литературе
«Сердцу каждого русского должны быть очень знакомы освобождение Нижнего Новгорода от врагов, спасение нашей чести в Рязани, осаждённой татарами при Василии Иоанновиче, и другие подвиги знаменитого воеводы.» Лажечников, Иван Иванович. «Басурман»